# Lurnsko polje (kotlina)
Lurnsko polje (tudi Lurnško polje; nemško Lurnfeld) je ravnina severozahodno od Špitala na zgornjem Koroškem, ob izlivu reke Moell/Möl (arhaično slovensko Mel) v reko Dravo. Znano je po legendi o Lurnskem polju in kraju Požarnica, kjer je bil leta 1460 podpisan "Požarniški mir" med Habsburžani in Goriškimi grofi za dediščino Celjskih grofov.
Nedaleč od vasi Požarnica (nemško Pussarnitz) v smeri proti Lienzu stoji majhna cerkvica svete Marije Magdalene. 